# Citoyens pour la justice publique
Citizens for Public Justice ( CPJ ) est une organisation œcuménique à but non lucratif qui promeut la justice dans les politiques publiques canadiennes grâce à des recherches et des analyses axées sur la réduction de la pauvreté, la justice écologique et les droits des réfugiés.
Le CPJ définit la justice publique comme la dimension politique de l'amour du prochain, du souci de la création et de la réalisation du bien commun. L'énoncé de mission du CPJ est de « promouvoir la justice publique au Canada en façonnant les principaux débats de politique publique par la recherche et l'analyse, la publication et le dialogue public. Le CPJ encourage les citoyens, les dirigeants de la société et les gouvernements à soutenir les politiques et les pratiques qui reflètent l'appel de Dieu à l'amour, la justice et l'épanouissement de la Création. » 
Le CPJ est un organisme de bienfaisance enregistré au Canada dont le travail est financé par des dons de particuliers et de membres, ainsi que par des églises et des subventions de fondations. Son conseil d'administration est composé de 13 représentants de toutes les régions du Canada. Les administrateurs peuvent siéger au maximum deux mandats de trois ans. En 2013, le CPJ a célébré son 50e anniversaire. Le CPJ est membre affilié du Conseil canadien des Églises (CCC).

## Histoire

### Années 1960: Fondation
Le CPJ a été fondé à Toronto en 1963 sous le nom de Comité pour la justice et la liberté (Fondation CJL) par Gerald Vandezande. En 1971, elle fusionne avec la Christian Action Foundation, basée en Alberta, dirigée par John Olthuis qui rejoint Vandezande à Toronto.

### En 1970
Dans les années 1970, la Fondation CJL a fait campagne contre le projet de pipeline de la vallée du Mackenzie, qui aurait été construit sur les terres traditionnelles du peuple Déné dans la vallée du Mackenzie, dans les Territoires du Nord-Ouest, afin d'acheminer des combustibles fossiles de la mer de Beaufort vers les consommateurs américains. Comparaissant devant l' enquête Berger, la Fondation CJL a demandé un moratoire de 10 ans sur les projets. Cela a été réitéré par John Olthuis, Hugh McCullum et Karmel McCullum dans leur livre Moratorium et est devenu plus tard une recommandation majeure de l'enquête sur le pipeline de la vallée du Mackenzie par le juge Thomas R. Berger. Tommy Douglas, chef du NPD, a demandé à acheter des centaines d'exemplaires du livre pour le distribuer sur la Colline du Parlement. Finalement, le gouvernement de Pierre Elliott Trudeau a déclaré un moratoire. Cette réalisation est généralement considérée comme l'un des impacts les plus importants du CPJ et une première victoire pour le groupe.

### En 1980
En 1982, la Fondation CJL s'est tournée vers la politique publique fédérale. Elle a officiellement changé son nom en « Citoyens pour la justice publique » (CPJ) et a rédigé des lignes directrices pour le service politique chrétien et la Charte des droits et responsabilités sociaux,,.
Au début des années 1980, le CPJ ouvre des bureaux régionaux à Calgary, Edmonton et Vancouver, tandis que son bureau national reste à Toronto. Kathy Vandergrift, une employée du bureau d'Edmonton, a été nommée citoyenne de l'année d'Edmonton pour avoir proposé ce qui est devenu le programme de recyclage des boîtes bleues. Le CPJ a été très impliqué dans les efforts visant à mettre en œuvre ce programme, en organisant des ateliers dans les écoles et les églises, en distribuant des brochures et en créant l'Edmonton Recycling Society, qui dirigerait le premier centre de recyclage.
En 1980, Olthuis a commencé à représenter la Première Nation de Grassy Narrows dont le territoire a été (et reste encore) gravement contaminé par 9 000 à 11 000 kilogrammes de mercure rejeté, de 1962 à 1970, par l'usine de chlore alcali de Dryden a déversé entre dans la rivière Wabigoon, empoisonnant les communautés des Premières Nations. En 1985, un accord d'indemnisation a été conclu.
Pendant cette période, le CPJ a proposé un fonds national de développement social et de création d'emplois. Puis, en 1986, le CPJ a introduit l'idée d'une dîme gouvernementale, selon laquelle le gouvernement utiliserait 10 % de son budget pour aider les pauvres. Le Toronto Star a fait la une de l'idée, et elle a été couverte par d'autres médias laïcs et chrétiens car elle avait reçu le soutien des dirigeants chrétiens.
En 1988, Harry Kits devient directeur exécutif du CPJ.

### En 1990:pauvreté des enfantset droits des réfugiés
En 1991, le CPJ ferme ses bureaux régionaux et transfère toutes ses opérations à Toronto,. Ce faisant, ils ont également modifié leur travail pour se concentrer sur quelques questions clés afin d'approfondir chacune d'entre elles. Cela a conduit à accorder davantage d'attention à la recherche et à l'éducation sur les droits des réfugiés et la pauvreté au Canada.
Dans les années 1990, le CPJ s'est concentré sur les droits des autochtones, la pauvreté et les droits des réfugiés. Il a clairement exprimé son soutien à la Commission royale sur les peuples autochtones. Plus tard, au début des années 2000, le CPJ s'est opposé au référendum sur les traités autochtones de la Colombie-Britannique, largement critiqué, sur les droits issus de traités des Premières Nations,.
En 1998, le CPJ et Campagne 2000 ont lancé « Investissons dans les enfants du Canada », une campagne visant à mettre fin à la pauvreté des enfants au Canada. Le CPJ, le Congrès islamique canadien et le Conseil canadien pour le judaïsme réformé ont comparu conjointement devant le Comité des finances de la Chambre des communes pour souligner le soutien interconfessionnel aux mesures anti-pauvreté.
De 1995 à 2000, le CPJ s'est prononcé contre la soi-disant « taxe d'entrée », le droit d'établissement de 975 $ imposé aux réfugiés au sens de la Convention à leur arrivée. Ces frais ont été supprimés dans le budget fédéral de 2000. Ils avaient également travaillé sur la question des prêts étudiants aux réfugiés et ont remporté une victoire dans ce domaine au début des années 2000.

### En 2000: Déménagement à Ottawa
Le nouveau millénaire a marqué de nombreux changements pour le CPJ. Le 22 août 2001, Vandezande a reçu l'Ordre du Canada. Le CPJ a reçu un certificat d'appréciation du Somali Canadian Advocacy Network pour son travail en faveur des réfugiés, qui s'est poursuivi tout au long de la décennie. Le CPJ a également commencé son travail de lutte contre la pauvreté, en sensibilisant le public et en menant des recherches. Tout cela a conduit au lancement de la campagne Dignité pour tous en 2009.
Le CPJ a déménagé son siège social de Toronto à Ottawa en 2007. L'une des principales raisons de cette décision était que le CPJ estimait que, puisqu'il se concentrait principalement sur les questions fédérales, se rapprocher du Parlement pourrait aider sa cause. Leur annonce expliquait que « la justice publique nous appelle à être là où se déroulent les conversations et à apporter nos plus de 40 années d'expérience, d'analyse et de positions éprouvées. Le CPJ a une vision du Canada qui embrasse le pluralisme, qui se demande qui bénéficie des politiques et qui propose des solutions de rechange utiles. Un bureau national à Ottawa nous permettra de faire avancer cette vision plus efficacement.
Ce déménagement s'est accompagné de changements de personnel et, en 2008, Joe Gunn est devenu directeur exécutif du CPJ. En 2012, Joe Gunn a reçu la Médaille du jubilé de diamant de la Reine pour son travail visant à rassembler les communautés religieuses derrière l' Appel interconfessionnel au leadership et à l'action contre le changement climatique. 
Le fondateur du CPJ, Gerald Vandezande, est décédé en 2011 à l'âge de 77 ans,.
Joe Gunn a terminé son mandat au CPJ en janvier 2019. Willard Metzger, anciennement de Vision Mondiale et de l'Église mennonite du Canada, a débuté son mandat en tant que quatrième directeur général du CPJ en février 2019.

## Travail actuel

### La pauvreté au Canada
En 2009, Citoyens pour la justice publique et Canada sans pauvreté ont fondé Dignité pour tous, une campagne non partisane qui réclame un plan national de lutte contre la pauvreté pour le Canada. Chaque année, le 17 octobre, la campagne Dignité pour tous marque la Journée internationale pour l'élimination de la pauvreté avec des événements partout au Canada.
La campagne a été soutenue par de nombreux députés et sénateurs, dont le Premier ministre canadien Justin Trudeau, le chef du NPD Thomas Mulcair, la chef du Parti vert Elizabeth May ; les sénateurs Art Eggleton et Janis Johnson ; les ministres Marc Garneau, Scott Brison, Carolyn Bennett, John McCallum et Kirsty Duncan ; et les députés Scott Armstrong, Gerry Byrne, Nathan Cullen, Joyce Murray, Niki Ashton et Charlie Angus. De plus, plus de 700 organisations et 11 000 individus ont signé l’appel à l’action Dignité pour tous.
Le CPJ a contribué à la création du Caucus multipartite anti-pauvreté. Le groupe, composé de députés et de sénateurs de tous les partis, se réunit régulièrement pour discuter de propositions politiques concrètes qui mettront fin à la pauvreté au Canada. En 2011, le CPJ a aidé à rassembler des dirigeants interconfessionnels à Ottawa pour signer la Déclaration interconfessionnelle sur la pauvreté au Canada. Parmi les signataires figuraient le Conseil canadien des Églises, la Délégation interconfessionnelle canadienne – Sommet des religions mondiales 2010, l'Alliance évangélique du Canada et la campagne Dignité pour tous.
Au printemps 2015, le CPJ a organisé le « Justice Tour 2015 », une délégation de dirigeants d'Églises nationales qui s'est rendue dans huit villes pour engager des croyants dans des conversations sur la pauvreté au Canada et le changement climatique. Après la tournée, le CPJ a aidé à coordonner « Sur la promotion de la justice climatique et la fin de la pauvreté au Canada », une déclaration interconfessionnelle des chefs religieux canadiens. Il s'agissait de la première déclaration de ce type en quatre ans et elle a été approuvée par plus de 65 signataires.
La campagne Dignité pour tous a publié son modèle de Plan national de lutte contre la pauvreté pour le Canada en 2015. Le lendemain de cette publication, les députés ont adopté une motion presque unanime appelant le gouvernement « à éradiquer la pauvreté des enfants au Canada en élaborant un plan national de réduction de la pauvreté ». En 2015, le gouvernement fédéral a annoncé son intention d'élaborer un plan. La campagne a été active lors de la consultation du gouvernement fédéral de 2017 concernant son prochain plan national de lutte contre la pauvreté.
Chaque mois d'octobre, le CPJ publie un rapport sur la pauvreté au Canada. En 2018, le CPJ a publié « Tendances de la pauvreté 2018 ». Le rapport montre l'impact inégal de la pauvreté sur certains groupes, comme les nouveaux immigrants, les familles dirigées par une mère seule, les adultes seuls, les jeunes et les Autochtones. Il présente également les taux de pauvreté pour chaque province et territoire ainsi que pour de nombreuses grandes villes et petites communautés à travers le Canada.

### Justice écologique
S’appuyant sur son historique d’engagement environnemental – y compris l’appel réussi à un moratoire sur le pipeline de la vallée du Mackenzie dans les années 1970 et l’introduction de programmes municipaux de recyclage dans les années 1980 – le CPJ soutient une action efficace pour lutter contre le changement climatique et réduire les émissions de gaz à effet de serre. Le CPJ est membre du Réseau Action Climat Canada  et du Réseau pour l'économie verte.
En 2011, le CPJ et le Conseil canadien des Églises ont élaboré l'Appel interconfessionnel canadien au leadership et à l'action face aux changements climatiques, une déclaration œcuménique appuyée par plus de 60 institutions religieuses au Canada. Joe Gunn, alors directeur exécutif du CPJ, a rédigé un chapitre intitulé « Taxes and Ecological Justice ? au livre Le grand vol de revenus des Canadiens pour une fiscalité équitable. Puis, en 2012, l' Institut Pembina a reconnu Gunn comme un « champion de l'énergie propre ».
En 2014, le CPJ a publié Vivre fidèlement dans un nouveau climat, une série de ressources sur la foi et le climat liées au Sommet des Nations Unies sur le climat à New York. Plus tard la même année, le CPJ a coordonné une veillée de prière interconfessionnelle pour marquer la COP20 à Lima. En 2015, le CPJ a coordonné une chaîne de prière interconfessionnelle pancanadienne tout au long des deux semaines de négociations internationales sur le climat lors de la COP21 à Paris. Cela a été suivi en 2016 par une série d'actions par lesquelles le CPJ a mobilisé les Canadiens et a appelé à un plan d'action canadien sur le climat qui établit un nouvel objectif de réduction des émissions et contribue à respecter l'engagement du Canada dans l'Accord de Paris.
Le CPJ a lancé une nouvelle campagne en 2017 intitulée « Abandonnez-le pour la Terre ! ». Pendant le Carême, les chrétiens de partout au Canada se sont engagés personnellement à réduire leur empreinte carbone. La campagne comprenait également une carte postale appelant le gouvernement canadien à poursuivre les changements politiques pour lutter contre le changement climatique et respecter l'Accord de Paris. Cette campagne s'est poursuivie en 2019, en mettant l'accent sur une politique climatique nationale plus ambitieuse, comprenant une transition juste vers une énergie propre et la fin du financement public du secteur des combustibles fossiles.

### Droits des réfugiés
Le CPJ s'est prononcé contre les politiques qui ne respectent pas les droits des réfugiés au Canada, notamment les coupes dans le programme fédéral de santé intérimaire, l'Entente sur les tiers pays sûrs, et les longs délais d'attente pour les réfugiés parrainés par le secteur privé.
En 2013, le CPJ s'est joint à la campagne Fier de protéger les réfugiés du Conseil canadien pour les réfugiés. Le CPJ a également contribué à convaincre les dirigeants de l'Église de signer la Déclaration de la Journée des droits de l'homme 2013, qui comptait 47 signataires éminents. Le CPJ a salué le plan du gouvernement canadien visant à réinstaller 25 000 réfugiés syriens au Canada. Le CPJ s'est joint à de nombreux groupes religieux en publiant la « Déclaration interconfessionnelle sur les réfugiés syriens » en 2014, affirmant et insistant sur le fait que la discrimination fondée sur la religion est inacceptable lors de la réinstallation des réfugiés syriens.
En avril 2017, le CPJ a publié « A Half Welcome », un rapport sur les questions de parrainage privé au Canada qui met en lumière les principales préoccupations des signataires d'ententes de parrainage de réfugiés (SEP) concernant la politique du gouvernement fédéral, notamment les longs délais d'attente, les longs délais d'attente pour les demandes non syriennes, les limites d'allocation et les prêts de voyage.
En juin 2018, le CPJ a publié « Reclaiming Protection », appelant à une refonte de l'Entente sur les tiers pays sûrs, une politique qui permet à l'Agence des services frontaliers du Canada de refuser la plupart des demandes de statut de réfugié déposées auprès du Canada-U. Frontière S. Le rapport soutient qu'en abrogeant cette politique, le Canada pourra mieux respecter ses obligations internationales envers les réfugiés, ainsi que le droit des réfugiés à bénéficier d'une procédure régulière.
Le dernier rapport du CPJ sur les réfugiés, « Les plus vulnérables », publié en avril 2019, examine comment le gouvernement fédéral, les églises et les groupes de défense peuvent appliquer une approche intersectionnelle à leurs domaines respectifs d'élaboration de politiques et d'efforts de plaidoyer.

### Autres
Le CPJ commente également d’autres questions telles que :
- Logement et sans-abrisme [59]
- Revenu minimum garanti [60]
- Budgets fédéraux [61]
- Pluralisme [62]
- Réforme électorale [63]
- Justice autochtone [11]
- Fiscalité [64]

## Publications

### le catalyseur
Le CPJ publie le Catalyst trois fois par an. La première édition a été publiée en 1978. Il comprend des articles de fond sur la foi et la politique publique canadienne ainsi que sur les activités et événements actuels du CPJ. Le Catalyst remporte régulièrement des prix lors de la cérémonie annuelle de remise des prix de Canadian Church Press.

### Livres
- Parcours vers la justice : Réflexions sur l’activisme chrétien canadien (2018) [67]

Par Joe Gunn, directeur exécutif de Citizens for Public Justice. Le livre contient des essais sur les contributions apportées par les communautés religieuses du Canada dans un large éventail de domaines, notamment la politique relative aux réfugiés, l'environnement, les droits des femmes, la justice économique et la lutte contre l'apartheid.
- Vivre la justice écologique : une réponse biblique à la crise environnementale (2013) [68]

Edité par le révérend Dr Mishka Lysack et Karri Munn-Venn. « Living Ecological Justice » est un guide de culte et d'action pour les églises et les petits groupes. Il est composé de trois sections intitulées « Protéger ce que nous aimons », « Les arguments bibliques en faveur du plaidoyer en faveur de la création » et « Vers une vie abondante pour toute la création ».
- Vivre la justice : une réponse évangélique à la pauvreté (2011) [70]

Edité par le révérend Adam Snook et Karri Munn-Venn. Living Justice est un livre de réflexions, de prières et d'actions pour les églises et les petits groupes. Il comprend quatre parties sur la pauvreté matérielle, émotionnelle, communautaire et spirituelle.
- Mondialisation et espérance chrétienne : l’économie au service de la vie (2003) [71]

Par Bob Goudzwaard et Leo Andringa.
- De nation à nation : la souveraineté autochtone et l'avenir du Canada (2002) [11]

Par John Bird, Lorraine Land et Murray MacAdam. « Nation to Nation » est une compilation de 18 articles qui donnent un aperçu des relations entre les Autochtones et les Canadiens et des propositions pour l'avenir. Les sujets abordés comprennent la lutte des Innus, les pensionnats, le traité Nisga'a, les revendications territoriales, les femmes et l'autonomie gouvernementale, la naissance du Nunavut et les stratégies de solidarité.
- La justice, pas seulement nous : perspectives religieuses et priorités nationales (1999) [72]

Par Gérald Vandezande. « La justice, pas seulement nous » comprend une collection d'essais qui décrivent une approche de justice publique face à des questions telles que la pauvreté des enfants, les inégalités économiques, l'unité nationale et l'injustice éducative.
- L'avènement de la justice : un livre de méditations (1993) [73]

Par Brian Walsh, Richard Middleton, Mark Vander Vennen et Sylvia Keesmaat. L'Avent de la justice a été publié en 1993 pour célébrer le 30e anniversaire de la Fondation CJL et de Citizens for Public Justice (CPJ).
- Chrétiens dans la crise : vers une citoyenneté responsable (1983) [13]

Par Gérald Vandezande.
- Moratoire : justice, énergie, nord et peuples autochtones (1977) [10]

Par Hugh McCullum, Karmel McCullum et John Olthuis.